# Mornarica Republike Koreje
Mornarica Republike Koreje (ROKN), također poznata kao ROK mornarica ili južnokorejska mornarica, grana je mornaričke ratne službe južnokorejskih oružanih snaga, odgovorna za pomorske i amfibijske operacije. Mornarica Republike Koreje uključuje Korpus marinaca Republike Koreje, koji djeluje kao grana mornarice. Mornarica Republike Koreje ima oko 70 000 redovnog osoblja uključujući 29 000 marinaca Republike Koreje. U mornarici Republike Koreje nalazi se oko 160 brodova. Mornaričko zrakoplovstvo sastoji se od oko 70 zrakoplova i helikoptera. ROK Marine Corps ima oko 300 vozila uključujući jurišna amfibijska vozila.
Mornarica Republike Koreje osnovana je kao Mornarička obrambena skupina 11. studenog 1945. nakon što je Koreja oslobođena od Japanskog Carstva 15. kolovoza 1945. Od Korejskog rata južnokorejska mornarica koncentrirala je svoje napore na izgradnju pomorskih snaga kako bi se suprotstavila neprijateljstvima Sjeverne Koreje. Kako je južnokorejsko gospodarstvo raslo, mornarica ROK-a je bila u mogućnosti lokalno izgraditi veće i bolje opremljene flote za odvraćanje od agresije, za zaštitu pomorskih linija komunikacije i za podršku nacionalnoj vanjskoj politici. Kao dio svoje misije, mornarica Republike Koreje sudjelovala je u nekoliko mirovnih operacija od početka 21. stoljeća. Mornarica ROK-a ima za cilj postati mornarica plavih voda 2020-ih.

## Oprema
Postoji oko 160 brodova u ROK mornarici (ukupni deplasman od oko 350 000 tona). Mornaričko zrakoplovstvo sastoji se od oko 70 zrakoplova i helikoptera.

### Brodovi
| Klasa                        | Slika | Istisnina (tona) | Godina     | Broj u sluzbi | Porinuta   |
| Podmornice                   | Podmornice                                                                                                | Podmornice       | Podmornice | Podmornice    | Podmornice |
| ---------------------------- | --- | ---------------- | ---------- | ------------- | ---------- |
| klasa Dosan Ahn Changho      | | 3,750            | 2021       | 1             | 2          |
| klasa Sohn Wonyil            | ROKS Ahn Junggeun, a Sohn Wonyil-class submarine                                                          | 1,860            | 2007       | 9             | -          |
| klasa Chang Bogo             | ROKS Lee Eokgi (SS 071)                                                                                   | 1,290            | 1993       | 9             | -          |
| Razarači                     | |                  |            |               |            |
| klasa Sejong Veliki          | ROKS Sejong the Great (Sejong the Great class)                                                            | 7,650/10,600     | 2008       | 3             | 1          |
| klasa Chungmugong Yi Sunshin | ROKS Munmu the Great (DDH 976), a Chungmugong Yi Sunshin-class destroyer                                  | 4,500/5,520      | 2003       | 6             | -          |
| klasa Kwanggaeto the Great   | ROKS Kwanggaeto the Great (DDH 971), the Navy's first indigenously built destroyer                        | 3,200/3,900      | 1998       | 3             | -          |
| Fregate                      | |                  |            |               |            |
| klasa Daegu                  | | 3,100/3,650      | 2018       | 4             | 4          |
| klasa Incheon                | ROKS Incheon (Incheon class)                                                                              | 2,500/3,251      | 2013       | 6             | -          |
| klasa Ulsan                  | ROKS Busan (Ulsan class)                                                                                  | 1,446/2,350      | 1981       | 4             | -          |
| Korvete                      | |                  |            |               |            |
| klasa Pohang                 | ROKS Bucheon (Pohang class)                                                                               | 950/1,220        | 1984       | 7             | -          |
| Ophodni brodovi              | |                  |            |               |            |
| klasa Yoon Youngha           | ROKS Hyun Sihak (Yoon Youngha class)                                                                      | 440/570          | 2008       | 18            | -          |
| klasa Chamsuri(PKMR 211)     | - | 210/250          | 2017       | 12            | 4          |
| klasa Chamsuri(PKM 268)      | A Chamsuri-class patrol craft and a Sohn Wonyil-class submarine on background                             | 151/170          | 1978       | 35            | -          |
| Amfibijski brodovi           | |                  |            |               |            |
| klasa Dokdo                  | Amphibious transport dock, ROKS Dokdo (LPH 6111)                                                          | 14,550/19,000    | 2007       | 2             | -          |
| klasa Cheonwangbong          | Christening ceremony of ROKS Cheonwangbong (Cheonwangbong class)                                          | 4,900/8,000      | 2014       | 4             | -          |
| klasa Gojunbong              | ROKS Birobong (Gojunbong class)                                                                           | 2,900/4,900      | 1993       | 4             | -          |
| klasa Solgae(LSF 631)        | ROKS Solgae 632 (Solgae 631 class)                                                                        | 95/155           | 2007       | 4             | -          |
| klasa Solgae(LSF 621)        | ROKS Solgae 623 (Solgae 621 class)                                                                        | 132/149          | 2005       | 3             | -          |
| Minolovci                    | |                  |            |               |            |
| klasa Nampo                  | - | 3,000/4,240      | 2017       | 1             | -          |
| klasa Wonsan                 | ROKS Wonsan (Wonsan class)                                                                                | 2,500/3,300      | 1997       | 1             | -          |
| klasa Yangyang               | ROKS Ongjin (Yangyang class) and ROKS Goryeong (Ganggyeong class) on background                           | 730/880          | 1999       | 4             | 2          |
| klasa Ganggyeong             | ROKS Ongjin (Yangyang class) and ROKS Goryeong (Ganggyeong class) on background                           | 470/520          | 1986       | 6             | -          |
| Pomocni brodovi              | |                  |            |               |            |
| klasa Hansando               | - | 4,500/6,000      | 2020       | 1             | -          |
| klasa Soyang                 | Republic of Korea Navy Fast Combat Support Ship "Soyang"(AOE-51) berthed at Busan Naval Base in Jan 2020. | 10,600/23,000    | 2018       | 1             | -          |
| klasa Cheonji                | ROKS Hwacheon (AOE 59) in counter-terror exercise                                                         | 4,200/9,200      | 1991       | 3             | -          |
| klasa Tongyeong              | Christening ceremony of ROKS Tongyeong (Tongyeong class)                                                  | 3,500/4,710      | 2014       | 2             | -          |
| klasa Ganghwado              | - | 5,600/6,800      | 2021       | -             | 1          |
| klasa Cheonghaejin           | ROKS Cheonghaejin (Cheonghaejin class)                                                                    | 3,200/4,300      | 1996       | 1             | -          |
| klasa Singiwon               | - | 3,500/4,600      | 2014       | 1             | -          |
| klasa Sinsegi                | - | 2,850/3,700      | 2003       | 1             | -          |
| klasa Mulgae (LCU 87)        | - | 540/940          | 2010       | 3             | -          |
| klasa Mulgae (LCU/L 79)      | - | 235/442          | 1998       | 7             | -          |

### Zrakoplovi
Air Wing Six upravlja s oko 70 zrakoplova s fiksnim i rotirajućim krilima, uključujući P-3CK Orion pomorske ophodne zrakoplove i AW159 Wildcat ASW helikoptere. Ovi zrakoplovi djeluju iz baza diljem Južne Koreje, kao i s brodova mornarice Republike Koreje.
Mornarica ROK-a upravljala je s oko 30 S-2 protupodmorničkih ratnih zrakoplova od 1976. do 2001. godine. Od 1977. do 1979. mornarica je nabavila 12 helikoptera Aérospatiale Alouette III za brodske helikopterske operacije s bivšim razaračima klase USN Gearing. Mornarica Republike Koreje nabavila je osam zrakoplova P-3C do 1996., a još osam P-3CK pomorskih ophodnih zrakoplova (bivši USN P-3B) isporučeno je mornarici Republike Koreje do 2010. nakon opsežne obnove i modernizacije. Mornarica je 1991. godine preuzela prvu seriju od 12 helikoptera Mk.99 Lynx, druga serija od 13 helikoptera Mk.99A Super Lynx počela je isporuka 1999. godine. Godine 2016. mornarica je preuzela osam helikoptera AW159 Wildcats.